# Abraxas pulchra
Abraxas pulchra är en fjärilsart som beskrevs av Rayner 1919. Abraxas pulchra ingår i släktet Abraxas och familjen mätare. Inga underarter finns listade i Catalogue of Life.